# Ángela Castro
Ángela Castro, född 21 februari 1993, är en friidrottare från Bolivia. Hon deltog vid olympiska sommarspelen 2016 och olympiska sommarspelen 2020.